# Lipochaeta
Lipochaeta is een vliegengeslacht uit de familie van de oevervliegen (Ephydridae).

## Soorten
- L. slossonae Coquillett, 1896